# Goleama reka
Goleama reka este o arie protejată (sit de importanță comunitară — SCI) din Bulgaria întinsă pe o suprafață de 7.575,4 ha, integral pe uscat.

## Localizare
Centrul sitului Goleama reka este situat la coordonatele 43°12′32″N 26°09′40″E / 43.209°N 26.161°E.

## Înființare
Situl Goleama reka a fost declarat sit de importanță comunitară în martie 2007 pentru a proteja 1 specie de plante și 26 de specii de animale.

## Biodiversitate
Situată în ecoregiunea continentală, aria protejată conține 11 habitate naturale: Pajiști uscate seminaturale și facies de acoperire cu tufișuri pe substraturi calcaroase (Festuco-Brometalia) (* situri importante pentru orhidee), Liziere de ierburi înalte hidrofile de câmpie și de nivel montan până la alpin, Izvoare petrifiante cu formare de travertin (Cratoneurion), Pante stâncoase calcaroase cu vegetație casmofită, Păduri de fag din Europa Centrală dezvoltate pe sol calcaros cu Cephalanthero-Fagion, Păduri pe pante, grohotișuri și ravene de Tilio-Acerion, Păduri aluvionare cu Alnus glutinosa și Fraxinus excelsior (Alno-Padion, Alnion incanae, Salicion albae), Păduri panonice cu Quercus petraea și Carpinus betulus, Păduri stepice euro-siberiene cu Quercus spp., Păduri panonice-balcanice de stejar turcesc - stejar sesil, Păduri de tei argintiu moezice.
La baza desemnării sitului se află mai multe specii protejate:
- plante (1): Himantoglossum caprinum
- amfibieni (3): buhai de baltă cu burta roșie (Bombina bombina), izvoraș-cu-burta-galbenă (Bombina variegata), Triturus karelinii
- mamifere (10): lupul (Canis lupus), vidră de râu (Lutra lutra), hamster românesc (Mesocricetus newtoni), liliac cu urechi de șoarece (Myotis blythii), liliac cărămiziu (Myotis emarginatus), liliacul mediteranean cu potcoavă (Rhinolophus euryale), liliacul mare cu potcoavă (Rhinolophus ferrumequinum), liliacul mic cu potcoavă (Rhinolophus hipposideros), popândău (Spermophilus citellus), dihor pătat (Vormela peregusna)
- nevertebrate (6): croitorul mare al stejarului (Cerambyx cerdo), rădașcă (Lucanus cervus), croitorul cenușiu al stejarului (Morimus funereus), Rosalia alpina, Theodoxus transversalis, Unio crassus
- pești (3): Barbus meridionalis, zvârluga (Cobitis taenia), boarță (Rhodeus amarus)
- reptile (4): Elaphe sauromates, țestoasa de baltă (Emys orbicularis), Testudo graeca, țestoasă bănățeană (Testudo hermanni)

Pe lângă speciile protejate, pe teritoriul sitului au mai fost identificate 3 specii de amfibieni, 2 specii de pești, 9 specii de reptile.